# Riera de Cellers
La Riera de Cellers, que en la segona meitat del seu curs rep també la denominació del Torrent de Cellers, és un torrent afluent per l'esquerra de la Riera de Llanera.
Neix a la Solana de Castellanes (terme de Pinós i manté durant tot el seu curs la direcció predominat cap a l'oest formant una vall que s'obre entre la Serra de Claret (al nord) i la Serra de Cellers (al sud). Després de passar pel sud del Monestir de Cellers i del nucli de Cellers i banyar la banda de migjorn de la vila de Torà, desguassa al seu col·lector a ponent de la població.

## Municipis per on passa
Des del seu naixement, la Riera de Cellers passa successivament pels següents termes municipals.
|                                      | Longitud (en m.) | % del recorregut |
| ------------------------------------ | ---------------- | ---------------- |
| Per l'interior del municipi de Pinós | 2.617            | 21,65%           |
| Per l'interior del municipi de Torà  | 9.471            | 78,35%           |

## Xarxa hidrogràfica
La xarxa hidrogràfica de la Riera de Cellers està constituïda per 124 cursos fluvials que en total sumen una longitud de 53.009 m.

### Distribució municipal
El conjunt d'aquesta xarxa hidrogràfica transcorre pels següents termes municipals: